# Ніколас Негропонте
Ніколас Дімітріс Негропонте (англ. Nicholas Negroponte, 1 грудня 1943) — греко-американський інформатик, відомий як засновник медіа-лабораторії Массачусетського технологічного інституту, а також як фундатор асоціації One Laptop per Child.

## Біографія
Ніколас Негропонте народився в родині Дімітріса Негропонте, грецького судновласника, магната. Виріс у Нью-Йорку, в кварталі Верхній Іст-Сайд. Він молодший брат Джона Дімітріса Негропонте, американського політика, який обіймав посаду директора Національної розвідки США (2005 — 2007) та заступника Держсекретаря США (2007).
Навчався у школі Баклі в Нью-Йорку, інституті Le Rosey у Швейцарії, Choate Rosemary Hall у Веллінгфорді. Згодом вступив до інституту інформатики та планування Массачусетського технологічного інституту, де досліджував системи автоматизованого проектування. 1966 року здобув ступінь магістра.
У 1985 році Ніколас Негропонте заснував і очолив Media Labs в Массачусетському технологічному інституті. З 1993 до 1998 року вів колонку «Move bits, not atoms» в журналі Wired. У 1995 році сформулював концепцію електронної економіки — економіки, яка функціонує винятково на електронних товарах і сервісах, що надаються електронним бізнесом і електронною комерцією. З 2005 року — ініціатор і лідер освітнього проекту «2B1», предтеча програми ООН One Laptop Per Child. З лютого 2006 року очолює утворену під егідою ООН некомерційну організацію OLPC.

## Книги
- Negroponte, N. (1970). The Architecture Machine: Towards a More Human Environment. Cambridge, Mass.: MIT Press. ISBN 0-262-64010-4
- Negroponte, N. (1995). Being Digital. Knopf.  (Paperback edition, 1996, Vintage Books, ISBN 0-679-76290-6)